# Jogos Olímpicos de Verão da Juventude
Os Jogos Olímpicos de Verão da Juventude são um evento multidesportivo realizado de 4 em 4 anos (nos anos das Olimpíadas de Inverno seniores), normalmente nos meses de Verão do hemisfério Norte (Julho-Agosto). Tal como os Jogos Olímpicos de Verão, consistem em provas de vários desportos de verão, ainda que num número menos reduzido de modalidades e com novas abordagens.

## Cidades-sede
A primeira cidade-sede dos Jogos Olímpicos de Verão da Juventude foi Singapura, no país com o mesmo nome. A cidade-sede dos próximos jogos será Dacar.

## Edições
| Ano  | País                                            | Cidade-sede                                     | Estádio principal                               | Nº de Desportos                                 | Nº de Disciplinas                               |                                                 |                                                 |                                                 |                                                 |
| 2010 | Singapura                                       | Singapura                                       | Marina Bay                                      | 26                                              | 29                                              |                                                 |                                                 |                                                 |                                                 |
| 2014 | China                                           | Nanquim                                         | Estádio do Centro de Desportos de Nanquim       | 26                                              | 28                                              |                                                 |                                                 |                                                 |                                                 |
| 2018 | Argentina                                       | Buenos Aires                                    | Estádio Monumental de Núñez                     | 32                                              | 34                                              |                                                 |                                                 |                                                 |                                                 |
| 2022 | Edição cancelada devido à Pandemia de COVID-19. | Edição cancelada devido à Pandemia de COVID-19. | Edição cancelada devido à Pandemia de COVID-19. | Edição cancelada devido à Pandemia de COVID-19. | Edição cancelada devido à Pandemia de COVID-19. | Edição cancelada devido à Pandemia de COVID-19. | Edição cancelada devido à Pandemia de COVID-19. | Edição cancelada devido à Pandemia de COVID-19. | Edição cancelada devido à Pandemia de COVID-19. |
| 2026 | Senegal                                         | Dacar                                           | Estádio Olímpico de Diamniadio                  | TBA                                             | TBA                                             |                                                 |                                                 |                                                 |                                                 |
| 2030 | TBA                                             | TBA                                             | TBA                                             | TBA                                             | TBA                                             |                                                 |                                                 |                                                 |                                                 |

## Participação
Estão elegíveis a participar os atletas com idades entre 15 e 18 anos no dia 31 de Dezembro do ano dos Jogos, que cumpram as condições de qualificação da federação desportiva do respectivo desporto. Nos Jogos de Verão participam cerca de 3.800 atletas de 204 Comités Olímpicos Nacionais (CONs).

## Desportos
Em 2014, foram disputados 26 desportos e 28 disciplinas. Há algumas alterações face ao programa das Olimpíadas de Verão seniores, como o basquetebol 3x3, o desafio de habilidades no basquetebol ou provas de géneros mistos. Em 2018, chegarão novos desportos e modalidades: atletismo corta-mato, BMX freestyle, kitesurf e andebol de praia. Abaixo, os desportos previstos para Buenos Aires 2018.
| - Handebol - Handebol de praia - Atletismo - Badminton - Basquetebol (1) - Boxe - Canoagem - Ciclismo (2) | - Esgrima - Futebol - Ginástica (3) - Golfe - Halterofilismo - Hipismo - Hóquei sobre a grama - Judô | - Kitesurf - Lutas - Natação - Pentatlo moderno - Remo - Rugby Sevens - Saltos ornamentais - Taekwondo | - Tênis - Tênis de mesa - Tiro - Tiro com arco - Triatlo - Vela - Voleibol de praia |

Nota 1:  Na modalidade 3 por 3 (3-on-3);
Nota 2:  Existem provas combinadas de BMX, ciclismo de montanha e ciclismo de estrada; estreia do BMX freestyle;
Nota 3:  Ginástica artística, ginástica rítmica e ginástica de trampolim.

## Quadro de medalhas
Até ao momento, 97 países participantes conquistaram medalhas. Equipas mistas (com elementos de vários países) também já ganharam medalhas.

## O quadro
O quadro de medalhas está classificado de acordo com o número de medalhas de ouro, estando as medalhas de prata e bronze como critérios de desempate em caso de países com o mesmo número de ouros. O Comitê Olímpico Internacional não reconhece a existência de um quadro de medalhas, alegando que isso cria uma competição entre os países, o que não é o objetivo dos Jogos.
Estão adicionadas as medalhas conquistadas por equipes de diferentes Comitês Olímpicos Nacionais (ZZX), o que é permitido em alguns eventos dos Jogos Olímpicos da Juventude.
     Países que já sediaram ou estão confirmados como futura sede destacados.
| Ordem | País                         | Medalha de ouro | Medalha de prata | Medalha de bronze |     |
| ----- | ---------------------------- | --------------- | ---------------- | ----------------- | --- |
| 1     | CHN China                    | 30              | 16               | 5                 | 51  |
| 2     | RUS Rússia                   | 18              | 14               | 11                | 43  |
| 3     | KOR Coreia do Sul            | 11              | 4                | 4                 | 19  |
| 4     | UKR Ucrânia                  | 9               | 9                | 15                | 33  |
| –     | IOC Equipes internacionais   | 9               | 8                | 11                | 28  |
| 5     | CUB Cuba                     | 9               | 3                | 2                 | 14  |
| 6     | AUS Austrália                | 8               | 13               | 8                 | 29  |
| 7     | JPN Japão                    | 8               | 5                | 3                 | 16  |
| 8     | HUN Hungria                  | 6               | 4                | 5                 | 15  |
| 9     | FRA França                   | 6               | 2                | 7                 | 15  |
| 10    | ITA Itália                   | 5               | 9                | 5                 | 19  |
| 11    | AZE Azerbaijão               | 5               | 3                |                   | 8   |
| 12    | GER Alemanha                 | 4               | 9                | 9                 | 22  |
| 13    | USA Estados Unidos           | 4               | 9                | 8                 | 21  |
| 14    | THA Tailândia                | 4               | 3                |                   | 7   |
| 15    | ISR Israel                   | 3               | 2                |                   | 5   |
| 16    | CAN Canadá                   | 3               | 1                | 8                 | 12  |
| 17    | GBR Grã-Bretanha             | 3               | 1                | 5                 | 9   |
| 18    | KEN Quênia                   | 3               |                  | 3                 | 6   |
| 19    | LTU Lituânia                 | 3               |                  | 1                 | 4   |
| 20    | RSA África do Sul            | 2               | 4                | 3                 | 9   |
| 21    | BRA Brasil                   | 2               | 3                | 1                 | 6   |
| 22    | COL Colômbia                 | 2               | 3                |                   | 5   |
|       | ETH Etiópia                  | 2               | 3                |                   | 5   |
| 24    | KAZ Cazaquistão              | 2               | 2                | 2                 | 6   |
|       | EGY Egito                    | 2               | 2                | 2                 | 6   |
| 26    | IRI Irã                      | 2               | 2                | 1                 | 5   |
| 27    | BEL Bélgica                  | 2               | 1                | 2                 | 5   |
| 28    | SWE Suécia                   | 2               |                  | 3                 | 5   |
| 29    | NGR Nigéria                  | 2               |                  | 2                 | 4   |
| 30    | BUL Bulgária                 | 2               |                  | 1                 | 3   |
|       | SLO Eslovênia                | 2               |                  | 1                 | 3   |
| 32    | MGL Mongólia                 | 2               |                  |                   | 2   |
| 33    | ESP Espanha                  | 1               | 4                | 6                 | 11  |
| 34    | ROU Romênia                  | 1               | 4                | 2                 | 7   |
| 35    | TUR Turquia                  | 1               | 3                | 6                 | 10  |
| 36    | CZE Chéquia                  | 1               | 2                | 3                 | 6   |
| 37    | ARG Argentina                | 1               | 2                | 2                 | 5   |
| 38    | NZL Nova Zelândia            | 1               | 2                | 1                 | 4   |
|       | NED Países Baixos            | 1               | 2                | 1                 | 4   |
| 40    | PRK Coreia do Norte          | 1               | 1                | 3                 | 5   |
| 41    | VIE Vietnã                   | 1               | 1                | 2                 | 4   |
| 42    | CRO Croácia                  | 1               | 1                | 1                 | 3   |
|       | DEN Dinamarca                | 1               | 1                | 1                 | 3   |
|       | SRB Sérvia                   | 1               | 1                | 1                 | 3   |
| 45    | POL Polônia                  | 1               |                  | 5                 | 6   |
| 46    | AUT Áustria                  | 1               |                  | 3                 | 4   |
| 47    | KGZ Quirguistão              | 1               |                  | 2                 | 3   |
| 48    | ERI Eritreia                 | 1               |                  | 1                 | 2   |
|       | DOM República Dominicana     | 1               |                  | 1                 | 2   |
| 50    | BOL Bolívia                  | 1               |                  |                   | 1   |
|       | CHI Chile                    | 1               |                  |                   | 1   |
|       | IRL Irlanda                  | 1               |                  |                   | 1   |
|       | ISV Ilhas Virgens Americanas | 1               |                  |                   | 1   |
|       | JAM Jamaica                  | 1               |                  |                   | 1   |
|       | PUR Porto Rico               | 1               |                  |                   | 1   |
|       | TRI Trinidad e Tobago        | 1               |                  |                   | 1   |
|       | URU Uruguai                  | 1               |                  |                   | 1   |
| 58    | IND Índia                    |                 | 6                | 2                 | 8   |
| 59    | BLR Bielorrússia             |                 | 4                | 1                 | 5   |
| 60    | TPE Taipé Chinês             |                 | 3                |                   | 3   |
| 61    | UZB Uzbequistão              |                 | 2                | 5                 | 7   |
| 62    | SIN Singapura                |                 | 2                | 4                 | 6   |
| 63    | SVK Eslováquia               |                 | 2                | 3                 | 5   |
|       | VEN Venezuela                |                 | 2                | 3                 | 5   |
| 65    | MAS Malásia                  |                 | 2                |                   | 2   |
| 66    | MEX México                   |                 | 1                | 5                 | 6   |
| 67    | ARM Armênia                  |                 | 1                | 3                 | 4   |
|       | GRE Grécia                   |                 | 1                | 3                 | 4   |
| 69    | SUI Suíça                    |                 | 1                | 2                 | 3   |
| 70    | JOR Jordânia                 |                 | 1                | 1                 | 2   |
|       | MDA Moldávia                 |                 | 1                | 1                 | 2   |
|       | POR Portugal                 |                 | 1                | 1                 | 2   |
|       | TJK Tajiquistão              |                 | 1                | 1                 | 2   |
| 74    | BAH Bahamas                  |                 | 1                |                   | 1   |
|       | CYP Chipre                   |                 | 1                |                   | 1   |
|       | ECU Equador                  |                 | 1                |                   | 1   |
|       | GEQ Guiné Equatorial         |                 | 1                |                   | 1   |
|       | HAI Haiti                    |                 | 1                |                   | 1   |
|       | HKG Hong Kong                |                 | 1                |                   | 1   |
|       | NRU Nauru                    |                 | 1                |                   | 1   |
|       | PAK Paquistão                |                 | 1                |                   | 1   |
|       | QAT Catar                    |                 | 1                |                   | 1   |
| 83    | FIN Finlândia                |                 |                  | 2                 | 2   |
| 84    | AHO Antilhas Neerlandesas    |                 |                  | 1                 | 1   |
|       | KSA Arábia Saudita           |                 |                  | 1                 | 1   |
|       | BIH Bósnia e Herzegovina     |                 |                  | 1                 | 1   |
|       | CAM Camboja                  |                 |                  | 1                 | 1   |
|       | GEO Geórgia                  |                 |                  | 1                 | 1   |
|       | GUA Guatemala                |                 |                  | 1                 | 1   |
|       | INA Indonésia                |                 |                  | 1                 | 1   |
|       | KUW Kuwait                   |                 |                  | 1                 | 1   |
|       | LAT Letônia                  |                 |                  | 1                 | 1   |
|       | LIB Líbano                   |                 |                  | 1                 | 1   |
|       | MAR Marrocos                 |                 |                  | 1                 | 1   |
|       | NOR Noruega                  |                 |                  | 1                 | 1   |
|       | PER Peru                     |                 |                  | 1                 | 1   |
|       | TKM Turcomenistão            |                 |                  | 1                 | 1   |
|       | UGA Uganda                   |                 |                  | 1                 | 1   |
| TOTAL | TOTAL                        | 202             | 199              | 221               | 622 |